# Taygetis chrysogone
Espèce
Taygetis chrysogone est une espèce de papillons de la famille des Nymphalidae, de la sous-famille des Satyrinae et du genre Taygetis.

## Dénomination
Taygetis chrysogone a été décrit par Edward Doubleday en 1849.

### Nom vernaculaire
Taygetis chrysogone se nomme Chrysogone Wood Nymph en anglais.

## Description
Taygetis chrysogone est un grand papillon, d'une envergure d'environ 87 mm, aux ailes postérieures dentelées avec trois pointes, en n2, n3 et la plus longue en n4. Le dessus est marron avec la marge de l'aile postérieure jaune d'or chez le mâle.
Le revers, présente trois bandes de couleur cuivrée clair, une aire basale et une aire discale déparées par une fine ligne marron comme l'aire postdiscale plus claire. L'aire postdiscale présente une ligne de très discrets ocelles centrés d'un point blanc.

## Biologie
Sa biologie est mal connue.

## Écologie et distribution
Taygetis chrysogone est présent en Colombie, en Équateur, au Venezuela, au Pérou,.

### Biotope
Il réside dans la forêt amazonienne.

### Protection
Pas de statut de protection particulier.